# Пограничная глиальная мембрана

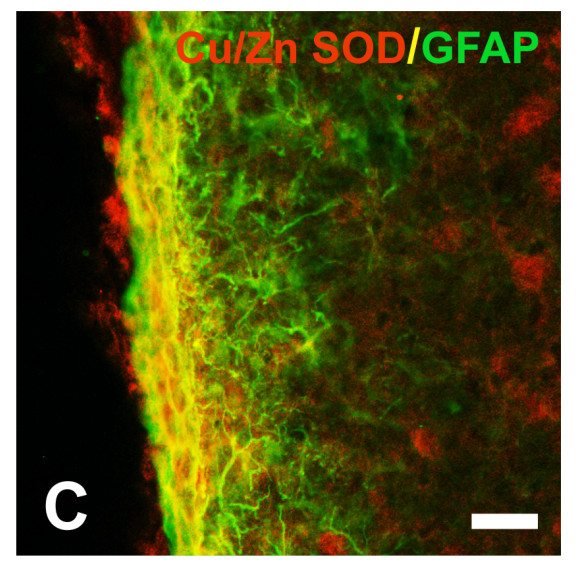
Пограничная глиальная мембрана в мозге новорожденной крысы. Иммунное окрашивание на содержание фермента SOD и глиального маркера GFAP. Фрагмент иллюстрации из Peluffo et al., 2005.

Пограничная глиальная мембрана (glia limitans) - самый верхний слой нервной ткани головного мозга, лежащий непосредственно под мягкой мозговой оболочкой.
Пограничная глиальная мембрана состоит из переплетающихся отростков астроцитов, покрытых базальной пластинкой, непосредственно контактирующей с клетками мягкой мозговой оболочки. Некоторые отростки астроцитов, «ножки» (endfeet), крепко присоединены к базальной пластинке особыми белковыми комплексами, напоминающими гемидесмосомы. 